# 시즈촌 (후쿠이현)
시즈촌(志津村)은 후쿠이현 뉴군에 있던 촌이다. 현재의 후쿠이시의 남동부, 시즈강 유역, 후쿠이 건강의 숲의 서쪽일대에 해당한다.

## 역사
- 1889년 4월 1일 - 정촌제 시행에 의해 9개 촌의 구역을 가지고 성립하였다.
- 1955년 7월 28일 - 아마쓰촌, 미카타촌과 합병해, 시미즈정이 성립하여, 동일 시즈촌은 폐지되었다.

## 참고문헌
- 角川日本地名大辞典 18 福井県